# Welfare Problems
Welfare Problems is het vijfde studioalbum van de Zweedse punkband Randy. Het album werd in Zweden uitgegeven op 21 april 2003 en later dat jaar in de rest van Europa en de Verenigde Staten, ook via het Zweedse platenlabel Burning Heart Records. Het is het laatste album dat Randy via dit label heeft laten uitgeven. Het zesde studioalbum, getiteld Randy the Band, werd in 2005 via Fat Wreck Chords uitgegeven.
Voor het album is in 2004 een single uitgebracht getiteld "X-Ray Eyes". In het Verenigd Koninkrijk werd deze single als 7-inch plaat uitgegeven via het label Must... Destroy!! en in Zweden werd er een cd-versie uitgegeven door Burning Heart Records. De andere twee nummers die op deze single te horen zijn (namelijk "Sell Out" en "A Little Rock") staan niet op het album.

## Nummers
1. "Dirty Tricks" - 2:09
2. "A Man in Uniform" - 3:10
3. "Bad, Bad, Bad" - 2:47
4. "We're All Fucked Up More or Less" - 2:12
5. "Cheap Thrills" - 3:39
6. "X-Ray Eyes" - 3:24
7. "Welfare Problems" - 1:56
8. "Cheater" - 2:10
9. "Ruff Stuff" - 2:15
10. "My Heart, My Enemy" - 2:28
11. "Devilish" - 2:34
12. "Dirty and Cheap" - 3:09

## Band
- Johan Gustavsson - basgitaar, zang
- Fredrik Granberg - drums
- Johan Brändström - gitaar, zang
- Stefan Granberg - gitaar, zang